# GSE Composite Index
Pour les articles homonymes, voir GSE.
Le GSE Composite Index est un indice boursier de la bourse d'Accra composé des 36 principales capitalisations boursières du pays.

## Corrélation avec les autres marchés
Les performances annuelles de l'indice GSE se sont rapprochées de celles du Dow Jones, du DAX, du CAC 40 et du Footsie, les grands marchés boursiers étant de plus en plus dépendants les uns des autres depuis une quinzaine d'années.

## Composition
Au 5 juillet 2011, l'indice  se composait des titres suivants:
| Symbole    | Société                      | Poids indiciel | Secteur                   |
| ---------- | ---------------------------- | -------------- | ------------------------- |
| AADS GN    | AngloGold Ashanti            | 0.84 %         | Matériaux                 |
| ABL GN     | Accra Brewery                | 0.43 %         |                           |
| ACI GN     | African Champion Industries  | 0.04 %         |                           |
| AGA GN     | AngloGold Ashanti            | 0.05 %         | Matériaux                 |
| ALW GN     | Aluworks Ghana               | 0.3 %          | Matériaux                 |
| AYRTN GN   | Ayrton Drug Manufacturing    | 0.62 %         |                           |
| BOPP GN    | Benso Oil Palm Plantation    | 0.49 %         | Consommation non cyclique |
| CAL GN     | CAL Bank                     | 1.18 %         | Finance                   |
| CFAO GN    | Cfao Ghana                   | 0.12 %         |                           |
| CLYD GN    | Clydestone Ghana             | 0.04 %         |                           |
| CMLT GN    | Camelot Ghana                | 0.01 %         |                           |
| CPC GN     | Cocoa Processing Company     | 0.56 %         | Consommation non cyclique |
| EBG GN     | Ecobank Ghana                | 13.77 %        | Finance                   |
| EGL GN     | Enterprise Group             | 1.05 %         | Finance                   |
| ETI GN     | Ecobank Transnational        | 9.04 %         | Finance                   |
| FML GN     | FAN Milk                     | 6.29 %         | Consommation non cyclique |
| GCB GN     | Ghana Commercial Bank        | 13.59 %        | Finance                   |
| GGBL GN    | Guinness Ghana Breweries     | 4.05 %         | Consommation non cyclique |
| GOIL GN    | Ghana Oil Company            | 1.11 %         |                           |
| GSR GN     | Golden Star Resources        | 0.1 %          | Matériaux                 |
| GWEB GN    | Golden Web                   | 0.02 %         |                           |
| HFC GN     | HFC Bank Ghana               | 1.25 %         | Finance                   |
| MLC GN     | Mechanical Lloyd             | 0.08 %         |                           |
| PBC GN     | Produce Buying               | 2.3 %          | Consommation non cyclique |
| PKL GN     | Pioneer Kitchenware          | 0.04 %         |                           |
| PZ GN      | PZ Cussons Ghana             | 0.67 %         | Consommation non cyclique |
| SCB GN     | Standard Chartered Bank      | 21.39 %        | Finance                   |
| SGSSB GN   | SG-SSB                       | 2.85 %         | Finance                   |
| SIC GN     | SIC Insurance Co             | 1.74 %         | Finance                   |
| SPL GN     | Starwin Products             | 0.04 %         |                           |
| SWL GN     | Sam Woode                    | 0.01 %         |                           |
| TBL GN     | Trust Bank                   | 1.36 %         | Finance                   |
| TOTAL GN   | Total Petroleum Ghana        | 4.78 %         |                           |
| TRANSOL GN | Transactions Solutions Ghana | 0.1 %          |                           |
| UNIL GN    | Unilever Ghana               | 7.98 %         | Consommation non cyclique |
| UTB GN     | UT Bank                      | 1.7 %          | Finance                   |